# Другой мир: Восстание ликанов
«Другой мир: Восстание ликанов» (англ. Underworld: Rise of the Lycans) — американский боевик-ужастик 2009 года режиссёра Патрика Татопулоса с Майклом Шином, Биллом Найи, Роной Митрой, Стивеном Макинтошем и Кевином Гревиу в главных ролях. Это третья (в хронологическом порядке первая) часть франшизы «Другой мир» и приквел к фильму «Другой мир» 2003 года. Фильм сосредоточен в первую очередь на происхождении персонажей и событиях, которые привели к войне между вампирами и ликанами. Кейт Бекинсейл, сыгравшая главную роль в предыдущих фильмах «Другой мир», ненадолго появляется в конце фильма.

## Сюжет
В начале зрителю показывают картинку, изображающую падение Люциана, из рукописи, показанной в первой части «Другого мира», и одновременно ведётся рассказ про то, как Первый Оборотень Вильгельм Корвинус был побеждён вампирами, один из лидеров которых по имени Виктор поработил часть оборотней.
Фильм рассказывает историю происхождения Люциана, который был ликаном — первым оборотнем, способным принять человеческую форму. Виктор, будучи одним из глав клана вампиров, сделал его своим верным рабом после убийства его матери — оборотня, которая была его рабыней. Причём воевода — вампир пытался убить из арбалета Люциана сразу же после его рождения, но не сделал этого. Он не хочет останавливаться на одном Люциане и с его же помощью превращает своих людей — рабов в таких же ликанов, которые могут держать охрану днём при солнечном свете и выполнять тяжёлый труд для вампиров. Поскольку Люциан растёт в доме Виктора, его молодая дочь, Соня, влюбляется в молодого оборотня, что неприемлемо для вампиров. Причём Люциан впервые увидел Соню, когда она смотрела в присутствии своего отца на его же упражнения.
Действие фильма начинается с момента поездки Сони по лесу и нападения на неё диких лесных оборотней. В то время, как дочь главы клана вампиров скачет в замок своего отца, отбиваясь от оборотней, Виктор на заседании совета вампиров беседует с одним из своих приближённых по имени Коломан. Последний говорит, что у вампиров не получается защищать средневековую людскую знать от набегов оборотней в обмен на десятину.
Соня целой и невредимой возвращается в замок Виктора, а Люциан убивает из арбалета проникшего вслед за нею оборотня. Ликан не получает благодарности от вампирши и отвечает на вопрос Виктора, испытывает ли он, Люциан, жалость, когда убивает своих сородичей. После этого глава клана вампиров даёт ценный совет Люциану, а затем укоряет Соню за то, что она не присутствовала на заседании совета вампиров, а самовольно отправилась в качестве дозорного в окрестности замка. В то время, как Люциан наблюдает за сжиганием трупа оборотня, а затем спасает раба по имени Кристо от жестокого надсмотрщика Косты, Виктор на заседании совета принимает поддержанное членом совета вампиров леди Орсовой предложение Коломана насчёт отправки ликанов в качестве дозорных за пределы замка. Затем Люциан проникает через подземелье в окрестности замка, где встречается с Соней в интимной обстановке. Одновременно историк клана вампиров Андреас Танис ищет дочь Виктора по приказу своего господина, но находит её в момент прощания с Люцианом. Сам Танис встречается с Виктором и говорит ему, что якобы Соня заперлась в своей комнате и не открыла перед ним дверь.
Виктор соглашается на встречу со смертными людьми в своём замке. Когда аристократия из мира людей едет к Виктору, чтобы встретиться с вампирами, а заодно и передать Виктору новых рабов, в том числе и африканца Рейза, Соня с немногочисленным сопровождением отправляется к ним навстречу в лес, чтобы охранять их, перед этим получив от Люциана вычищенный от крови оборотней свой меч. Хотя историк клана вампиров пытается безуспешно отговорить дочь Виктора от такого предприятия.
Люциан, в это время находившийся в Тёмном Соборе и получивший словесное предупреждение от Таниса, почуяв лесных оборотней, подходящих к месту встречи Сони с людьми, силой забирает у Косты лошадь и скачет на помощь к Соне. Дикие оборотни нападают на людскую знать, Соню и рыцарей-вампиров, заставляя рабов во главе с Рейзом, а заодно и самого Люциана сражаться с ними. Барон Коваши и его семейство погибают, а Соня оказывается в смертельной опасности.
Люциан замечает то, что оборотней всё больше и больше, и, чтобы спасти Соню, снимает ошейник ключом, который он втайне изготовил для побега, и принимает волчий облик, что категорически запрещено. Оборотни, увидев Люциана в волчьем облике и услышав его громоподобный рык, покорно останавливаются и уходят. В это время поспевают рыцари — вампиры во главе с Виктором в сопровождении Таниса и нападают на Люциана, выстрелив пару раз по нему из арбалетов, несмотря на возмущение Сони. Ликан принимает человеческий облик и получает от Виктора упрёки с применением физической силы.
Все возвращаются обратно в Тёмный Собор. Виктор, несмотря на то, что Люциан спас его дочь, приказывает Косте наказать в присутствии всех Люциана, выпоров плетью, причём Соня смотрит на это из окна, а возмущение раба по имени Сабас быстро пресекается. Ещё до наказания Виктор говорит Люциану, что он разочаровал его, а ведь он любил его, как сына и дал ему жизнь. Но Люциан говорит, что он дал ему только оковы. На что Виктор отвечает, что одно без другого не бывает. После исполнения наказания Виктор запирает самого Люциана в подземелье и отчитывает Коломана, несмотря на его предупреждение о бунте ликанов. Затем глава клана вампиров в ходе беседы с Соней объявляет о том, что Люциан останется в подземной тюрьме, а после его ждёт встреча со знатью из мира людей.
Причём на этой встрече присутствует Соня, которая незадолго до этого виделась с Люцианом, обещав ему свою помощь в побеге. Знатные люди предоставляют сундуки, полные серебра, и Виктор, видя недостачу драгоценного металла, вступает в беседу с аристократом Яношом, требуя от него серебряный рудник. Последний отказывается от этого предложения и вступает в конфликт с Виктором, обвиняя его в недостаточной защите от оборотней. Виктор приходит в ярость и убивает Яноша, после чего обращается к его спутникам со словами: «Итак… кто ещё хочет высказаться?».
После встречи с людьми воевода — вампир говорит своей дочери, что Люциана не будет в живых, на что Соня предлагает кандидатуры других ликанов, которым можно было бы доверять. В то время, как Соня предлагает Танису занять её же место в совете вампиров, тем самым уговаривая историка помочь ей в побеге Люциана, Виктор наблюдает за пополнением в рядах его рабов — оборотней, причём Рейз открыто возмутился по этому поводу на глазах у воеводы — вампира. Затем всех укушенных оборотнями рабов, в том числе и самого Рейза, отводят назад в подземелье и запирают там.
Недолго думая, Люциан после беседы с Рейзом пламенной речью останавливает конфликт между рабами Василием и Ференцем из-за еды, которую принесли рабам — ликанам охранники — вампиры. Затем он получает ключ от ошейника из рук Таниса и тайком освобождает себя, дав рабам знак заманить надсмотрщика, что и происходит. Коста проникает в подземелье и тут же подвергается нападению принявшего облик волка Люциана. Последний убивает жестокого надсмотрщика, а затем принимает человеческий облик со словами: «Кто со мной?!». Вспыхивает бунт и Люциан вместе с другими Ликанами — рабами устраивает побег. Но начальник отряда охраны Шандор поднимает тревогу и охранники, приведённые в готовность, открывают стрельбу по Ликанам из арбалетов.
Виктор вместе со своими воинами пытается догнать Люциана, но всё безуспешно. Оказавшийся на свободе Люциан видит, как Виктор с полным ненависти взглядом прячется от утреннего солнечного света, а затем скрывается вместе с ликанами — бунтовщиками в лесу. На окраине леса сбежавшие рабы — оборотни создают лагерь, а к Люциану присоединяются крепостные крестьяне из поместий аристократов — смертных вассалов Виктора. Глава клана вампиров после побега Люциана отчитывает Таниса, который, однако, успевает оправдаться перед отцом Сони, и во время обыска в кузнице находит вход в подземелье, а Люциан находит логово диких лесных оборотней и договаривается с ними же о союзе.
Соня приходит к себе в комнату и находит своего отца. Виктор ведёт беседу со своей дочерью, пытаясь выяснить, помогла ли она Люциану в побеге. Соня всё отрицает и тогда Виктор решается на отчаянный шаг. Он затем кусает свою дочь и обнаруживает в её воспоминаниях то, что у Сони роман с Люцианом и что та помогла устроить ему побег. Он даёт ей пощёчину, в ярости говорит, что она предала его, а ведь он любил её больше всего на свете, и закрывает в комнате. Коломан на заседании совета вампиров требует от Виктора решительных действий в борьбе с Люцианом, но Старший вампир говорит, что ликан вернётся в замок с целью спасения Сони. Люциан после возвращения в лагерь беглых рабов ставит на место Кристо, после того, как сам Кристо выступает против дочери Виктора. Он узнаёт от подруги Сони вампирши Люки о заключении Сони и намеревается спасти её из плена.
Пока воевода — вампир сидит в одиночестве на троне и пьёт из кубка кровь, Люциан, несмотря на предупреждение Рейза, проникает в замок и убивает стражников — вампиров. Он освобождает Соню, вместе с которой проникает в подземелье замка. Но на выходе они подвергаются нападению охраны замка, кидающей в подземелье горящие бочки со смолой. Оповещённый Шандором о проникновении Люциана в замок и побеге Сони Виктор также вовлечён в преследование, и он приказывает оставить свободным один из входов в подземелье, возле которого скапливается отряд вооружённых воинов — вампиров. Тем временем в подземелье Соня и Люциан оказываются в огненной западне и это вынуждает их вырваться наружу и вступить в бой с охраной замка. Хотя Люциан быстро попадает в плен, Соня оказывает сопротивление, а заодно и вступает в бой против своего отца. Она почти одерживает победу над Старшим вампиром, но внезапно просит Виктора оставить Люциана и её в живых, раскрывая ему тайну, что она беременна от Люциана. Виктор проклинает тот день, когда Соня появилась на свет, и показывает всем своим видом отвращение к гибриду, а заодно и хитростью побеждает свою дочь в поединке со словами: «Я мог отдать его Совету и замять всё остальное. Со временем, слухи о вас были бы забыты. Но не теперь».
Старейшина клана вампиров, полный ненависти, заключает пленённого Ликана и свою дочь в темницу, где они беседуют. Затем их обоих приводят в главный склеп замка, где беглого оборотня — бунтовщика приковывают к полу. Соню на заседании совета вампиров приговаривают к смерти через сожжение солнечным светом из-за её предательства — связи с ликаном и убийстве себе подобных (вампиров), причём сам Виктор после недолгого замешательства, несмотря на протесты Люциана, поддерживает это решение. На глазах у Сони в присутствии Виктора и членов совета вампиров слуга воеводы — вампира Сорен избивает кнутом с серебряными наконечниками Люциана. Люциан теряет сознание, члены совета вампиров расходятся, а Виктор идёт в комнату своей дочери.
Когда Люциан приходит в себя, то видит, что прикованная к столбу Соня, вся в слезах, в ужасе смотрит на то, как в темницу проникает солнечный свет. Люциан говорит ей, чтобы она смотрела только на него. Последние слова Люциана к Соне: «Смотри на меня! Только на меня, Соня! Я люблю тебя», на что Соня отвечает: «И я люблю тебя. Я не увижу твоего лица, когда всё кончится. Прощай, любимый мой». Казнь совершается, Люциан издаёт вопль отчаяния и падает без чувств на пол, а Старший вампир льёт в Сониной комнате горькие слёзы. После смерти Сони — сожжения на солнечном свете — на глазах у Люциана, тот вынашивает новый план побега и мести Виктору.
Когда в момент полнолуния воевода — вампир снимает амулет с трупа Сони и просит своих людей принести ему ножи, чтобы убить Люциана, ликан приходит в себя и в ярости принимает волчий облик. Он отбирает у Виктора часть ключа от темницы Первого оборотня Вильгельма Корвинуса и пытается бежать. Его воины — вампиры обстреливают из арбалетов стрелами с цепью, но он на глазах у Виктора успевает добраться только до стены замка и издаёт пронзительный вой. Услышав его зов, Ликаны — бунтовщики во главе с Рейзом и дикие лесные оборотни вместе нападают на Тёмный Собор, причём весьма успешно. Хотя Танис успевает совершить эвакуацию из замка, предварительно забрав свои рукописи вместе с тремя гробами глав клана вампиров. При этом оставшиеся в замке рабы — ликаны получают свободу, благодаря Рейзу, и нападают на воинов — вампиров. Одновременно члены совета вампиров погибают, а Виктор со словами «Убить псов!» вступает в бой.
В ходе сражения принявший человеческий облик Люциан с оружием в руках оказывается лицом к лицу с Виктором, который пытается отступить с поля битвы к причалу замка. Происходит недолгая схватка между вампиром и оборотнем, во время которой противники винят друг друга в смерти Сони. Виктор пытается бежать, но Люциан проделывает отверстие в крыше и, позволяя солнечному свету попасть внутрь, загоняет дочереубийцу в угол, при этом опутывая его цепями. Последние слова Виктора, обращённые к Люциану: «Надо было удавить тебя в день твоего появления на свет!», на что Люциан саркастически отвечает: «Да, надо было!». И ликан затем ранит Виктора клинком прямо в рот. Раненый вампир падает в воду и ликан кидает клинок вслед за ним. Люциан с амулетом Сони в руках выходит на солнечный свет из цитадели и объявляет эту победу началом войны. В одной из заключительных сцен мы видим, что Танис вместе с живым Виктором отплывают от своего замка на корабле с саркофагами, в которых покоятся двое других старейшин, Маркус Корвинус и Амилия, а сам Виктор ложится в гроб.
Фильм заканчивается вводной сценой первого «Другого мира», с диалогом из сцены в тайном убежище Люциана, где регент — предатель клана вампиров Крэйвен говорит Дельцу Смерти Селин, что именно Виктор убил её семью, а не Ликаны. А её оставил в живых, так как она напомнила ему дочь Соню. Которую он сам и убил (погубил). Последнее слово фильма принадлежит Селин, обращённое к Крэйвену: «Ложь!».

## В ролях
| Актёр            | Роль                                                                      |
| ---------------- | ------------------------------------------------------------------------- |
| Майкл Шин        | Люциан Раб — ликан                                                        |
| Билл Найи        | Виктор Глава клана вампиров                                               |
| Рона Митра       | Соня Дочь Виктора, возлюбленная Люциана / Делец (Рыцарь / Вестник) Смерти |
| Стивен Маккинтош | Андреас Танис Историк клана вампиров                                      |
| Кевин Гревье     | Рейз Раб — оборотень                                                      |
| Крэйг Паркер     | Сабас Раб — оборотень                                                     |
| Джаред Тернер    | Кристо Раб — оборотень                                                    |
| Дэвид Эштон      | Коломан Член совета вампиров                                              |
| Элизабет Хоторн  | Орсова Член совета вампиров                                               |
| Таня Нолан       | Люка Подруга Сони                                                         |
| Кейт Бекинсейл   | Селена Делец (Рыцарь/ Вестник) Смерти                                     |

## Русский дубляж фильма
Фильм дублирован на студии «Невафильм» по заказу кинокомпании «BVSPR Sony» в 2008 году.
- Режиссёр дубляжа — Наталья Гущина
- Переводчик — Ольга Воейкова

Роли дублировали:
- Мария Цветкова — Соня / Селена
- Александр Большаков — Люциан
- Виктор Костецкий — Виктор
- Анатолий Петров — Танис
- Андрей Тенетко — Рейз
- Анатолий Дубанов — Коста
- Александр Стёпин — Кристо

## Производство
В сентябре 2003 года, вскоре после выхода «Другого мира», продюсерские компании Screen Gems и Lakeshore планировали выпустить приквел в качестве третьего фильма после продолжения «Другого мира», «Другой мир II: Эволюция» (2006). Кейт Бекинсейл, сыгравшая Селену в «Другом мире», выразила заинтересованность в повторении своей роли в сиквеле и приквеле.
В декабре 2005 года режиссёр фильма «Другой мир II: Эволюция» Лен Уайзман объяснил, что франшиза «Другой мир» изначально задумывалась как трилогия. Уайзман сказал: «Мы как бы наметили всю историю и историю … огромную коллекцию идей и историй, которые мы выпускаем в определённое время». Уайзман планировал создать третью часть франшизы, основываясь на восприятии публикой « Другой мир 2: Эволюция», которая выйдет в следующем месяце.
В интервью в июне 2006 года Уайзман сказал: «Третий фильм станет приквелом. Это будет история происхождения, и мы узнаём то, чего не знали о Люциане; он будет играть в этом гораздо большую роль. Он будет о создании и о том, что положило начало войне. Это будет историческое произведение. Фильм также впервые расскажет о ликанах». Режиссёр также поделился: «Что касается сценария, многое было написано. Мы какое-то время разрабатывали „Другой мир 3“. Я не буду руководить „Другим миром: Восстание ликанов“, я просто собираюсь продюсировать и писать». Когда его спросили, повторит ли Кейт Бекинсейл свою роль Селены в приквеле, Уайзман сказал: «Это будет в предыдущий период времени, но это также будет накладываться на её создание. мы согласны с этим».

## Приём

### Театральная касса
«Другой мир: Восстание ликанов» был показан в 2942 кинотеатрах в день открытия (23 января 2009 года) в США и собрал около 8 050 000 долларов США, заняв первое место в прокате. По состоянию на 26 апреля 2009 года фильм собрал около 45 802 315 долларов в Северной Америке и 92 100 370 долларов в прокате по всему миру.

### Критика
Другой мир: Восстание ликанов получил в основном смешанные отзывы. Согласно веб-сайту с обзорами Rotten Tomatoes, по состоянию на июнь 2022 года 29 % критиков дали фильму положительные отзывы на основе 76 обзоров. Консенсус сайта гласит: «Несмотря на все усилия его компетентного состава, Другой мир: Восстание ликанов является неотличимым и ненужным приквелом». Большая часть признания приписывается игре Майкла Шина. На веб-сайте Metacritic фильм получил в среднем 44 балла на основе 14 обзоров. Зрители, опрошенные CinemaScore, поставили фильму среднюю оценку «B+» по шкале от A+ до F. Джо Лейдон из Variety дал положительный отзыв, заявив, что режиссёр Патрик Татопулос «предлагает удовлетворительно захватывающее ралли монстров, которое часто играет как исторический головорез», и что фильм «заметно менее неистовый (и заметно более последовательный), чем его предшественники». Он также похвалил исполнителей главных ролей за их игру. Лейдон охарактеризовал выступление Роны Митры как «более чем адекватное», но сказал, что «её Соня никогда не достигла такого влияния поп-иконы, как Селена Бекинсейл»; он чувствовал, что Майкл Шин «берёт все нужные ноты в звёздном исполнении, которое развеселит, если не удивит любого, кто знает актёра только как Тони Блэра или Дэвида Фроста», и что Билл Найи «представляет хитрый и стильный образ». Точно так же Майкл Рехтшаффен из The Hollywood Reporter заявил, что фильм «соответствует случаю» и что в нём «осталось больше жизни, чем можно было бы ожидать в мрачно стилизованной, хотя и серьёзно ошибочной саге о вампирах против оборотней».

## Домашнее видео
Другой мир: Восстание ликанов был выпущен на DVD, Blu-ray и UMD 12 мая 2009 года. DVD представляет собой набор из одного диска, который включает:
- Другой мир: Восстание ликанов — короткометражный фильм «От сценария к экрану».
- Короткометражка «Происхождение вражды».
- Воссоздание Тёмных веков — Короткометражка «Облик подземного мира: восстание ликанов».
- Музыкальное видео Уильяма Контроля «Deathclub».
- Комментарии кинематографистов[17].

Версия Blu-ray содержала тему для PS3.
Продажи DVD за первую неделю составили 1 241 875 копий с доходом более 24,82 миллиона долларов. По состоянию на 1 ноября 2009 года было продано почти 2,2 миллиона копий, а доход Sony Pictures составил 43 407 017 долларов.

### Адаптации
Кевин Гревиу адаптировал рассказ в виде мини-сериала из двух выпусков для IDW Publishing.